# Estación de ferrocarril de Nueva Delhi
La estación de Nueva Delhi es la principal estación de ferrocarril de Delhi, situada entre la puerta de Ajmeri y Paharganj. Es la estación de trenes más concurrida del país en términos de frecuencia de trenes y movimiento de pasajeros. Alrededor de 400 trenes comienzan, terminan o pasan por la estación diariamente, que manejó 500 000 pasajeros diariamente en 2013 con 16 plataformas. La estación de ferrocarril de Nueva Delhi tiene el récord del sistema de enclavamiento de ruta más grande del mundo junto con la Estación Central de Kanpur. La estación está a unos dos kilómetros al norte de Connaught Place, en el centro de Delhi.
La mayoría de los trenes hacia el este y hacia el sur se originan en la estación de trenes de Nueva Delhi; sin embargo, algunos trenes importantes a otras partes del país también se originan en esta estación. La mayoría de los pares de Shatabdi Express se originan y terminan en esta estación. También es el centro principal del Rajdhani Express. La estación ferroviaria de Nueva Delhi es la estación ferroviaria con mayores ingresos de Indian Railways según los ingresos de los pasajeros, seguida de Howrah Junction.

## Historia
Antes de que la nueva capital imperial, Nueva Delhi, se estableciera después de 1911, la antigua estación de trenes de Delhi sirvió a toda la ciudad y la línea de ferrocarril Agra-Delhi atravesó lo que hoy se llama Lutyens' Delhi y el sitio destinado al Monumento de Guerra hexagonal de toda la India (actualmente la Puerta de la India) y Kingsway (ahora Rajpath). La línea de ferrocarril se desplazó a lo largo del río Yamuna y se abrió en 1924 para dar paso a la nueva capital. Los puentes ferroviarios Minto (ahora Shivaji) y Hardinge (ahora Tilak) surgieron para esta línea realineada. La East Indian Railway Company, que pasaba por alto los ferrocarriles de la región, sancionó la construcción de un edificio de una sola planta y una sola plataforma entre Ajmeri y Paharganj en 1926. Más tarde se conoció como la estación de trenes de Nueva Delhi.
Los ferrocarriles rechazaron los planes del gobierno de construir la nueva estación dentro del Parque Central de Connaught Place, ya que consideraba que la idea no era práctica. En 1927–28, se completó el proyecto de Nueva Delhi Capital Works que implica la construcción de 7.71 km de nuevas líneas. El virrey y el séquito real ingresaron a la ciudad a través de la nueva estación de ferrocarril durante la inauguración de Nueva Delhi en 1931. Posteriormente se agregaron nuevas estructuras a la estación de ferrocarril y el edificio original sirvió como oficina de paquetería durante muchos años.

## Metro
La estación de tren de Nueva Delhi es servida por la estación de Nueva Delhi en la línea 2 (amarilla) del metro de Delhi, y también por el metro expreso del aeropuerto de Delhi (línea naranja), que lo conecta directamente con el aeropuerto internacional Indira Gandhi y más allá con la línea azul.